# イスカリオテのユダ

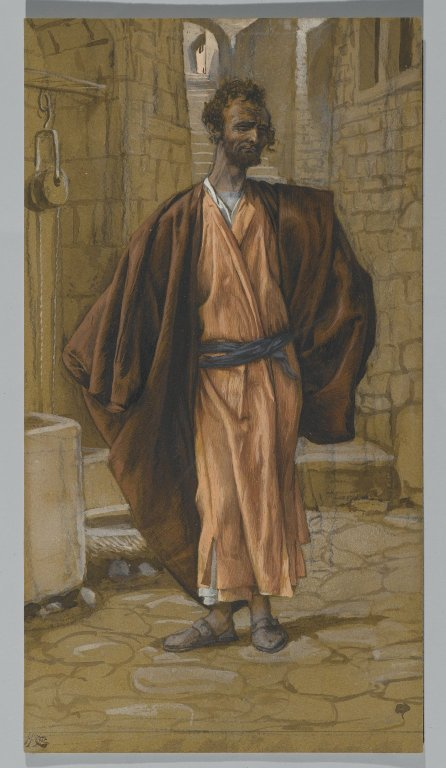
イスカリオテのユダ（ジェームズ・ティソ画）

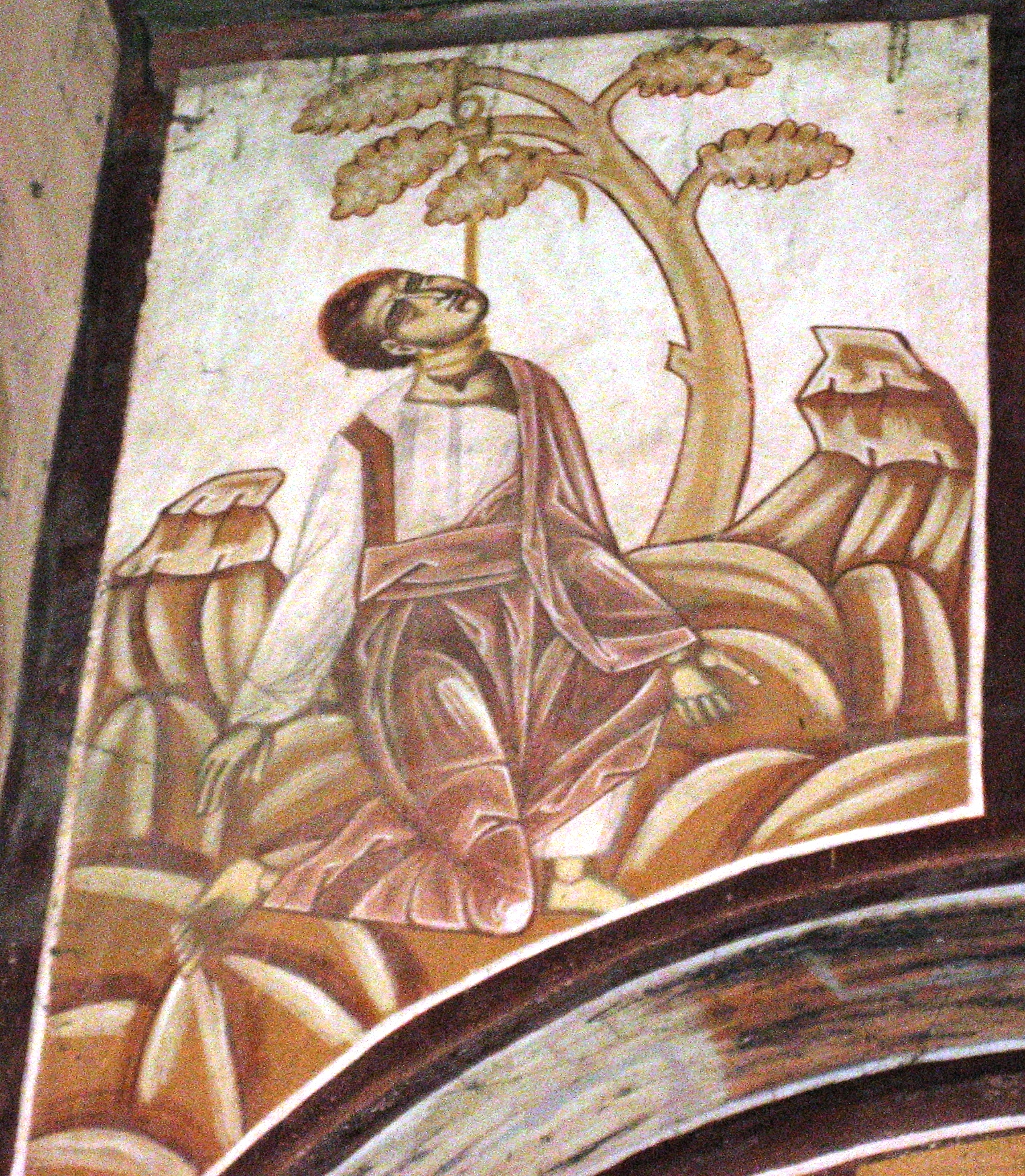
ユダの最期を描いた絵画

イスカリオテのユダ（古代ギリシア語: Ἰούδας ὁ Ἰσκαριώτης または Ἰούδας Ἰσκαριώθ, ヘブライ語: יהודה איש-קריות Yehûdâh ʾÎš-Qǝriyyôt 英語: Judas Iscariot）は、新約聖書の4つの福音書、使徒言行録に登場するイエスの弟子のうち特に選ばれた十二人、いわゆる使徒の一人である。

## 概要
「イスカリオテ」はヘブライ語: איש קריות イシュ・ケリヨト「ケリヨトの人」に由来すると考えられ（ケリヨトはユダヤ地方の村の名）、ユダ（יהודה Yehûdâh, イェフーダー）とは「ヤハウェに感謝する」という意味。
ほかの弟子はガリラヤ出身であったのに対し、ユダの出身はガリラヤではないとされている。イエスを裏切ったことから、裏切り者の代名詞として扱われることが多い。なお、ユダは12番目の使徒であり、彼が裏切りの末死んだためにマティアが新しい12番目の使徒となったのであって、イスカリオテのユダを第13使徒とするのは誤りである。
使徒ユダ（タダイ）とは別人である。また、新約聖書の『ユダの手紙』の著者も別人である。
『ユダの福音書』などの外典にも現れる。
イエス一行の会計係を任されており、不正を行う事が可能な立場にいた。
ユダの着ていた黄色の服から欧米では「黄色」が「腰抜け」や「卑劣」などのマイナスイメージを持つようになった。

## 新約聖書の記述
ユダがいつ弟子になったかという記述は福音書にはみられない。『ヨハネによる福音書』は「イスカリオテのシモンの子ユダ」と紹介している。
『マタイによる福音書』ではユダは金目当てで祭司長たちにイエスの引き渡しを持ちかけ、報酬として30シェケルを貰う約束をとりつけている。『ヨハネによる福音書』では高価な香油をイエスの足にぬったマリアを非難する。そこに続けて彼が使徒たちの会計を任されながら、不正を行っていたと記されている。
複数の福音書の最後の晩餐の場面ではイエスに裏切りを予告され、『マルコによる福音書』では「生まれなかった方が、その者のためによかった。」とまでイエスに言われている。
ユダは祭司長たちと群衆をイエスのもとに案内し、接吻することでイエスを示して引き渡した。
その後、『マタイ福音書』では、ユダは自らの行いを悔いて、祭司長たちから受け取った銀貨を神殿に投げ込み、首を吊って自殺したことになっている 。
『使徒言行録』では、ユダは裏切りで得た金で買った土地に真っ逆様に落ちて、内臓がすべて飛び出して死んだことになっている。

## 解釈
福音書中でイエスの側近の不信心の逸話は、弟子たちの離反、ペトロの否認、疑い深いトマス、逃げ去った女たちなど事欠かず、中でもユダの裏切りは衝撃的だが、これには不可解な点がある。
1. イエスは裏切りを予知していた。ならばなぜ回避できなかったのか?
2. ユダはいつから背信の心を持ったのか?
3. 裏切りの動機は何か? そもそも彼の自由意志によるものか?

多くの神学者、哲学家がこの問題に取り組んで来た。
一例を挙げれば、スイスの神学者のカール・バルトは、ユダはイエスを十字架に架けキリストにする重要な役割を果たした人物であり、「神の使わした者」と考えた。この考えは突飛なものではない。たとえば『ヨハネによる福音書』のイエスは最初から裏切者が誰であるかを知っていた。しかし最終的には最後の晩餐の折に裏切りを予告したのち、
イエスは起こるべきことをすべて知っており、むしろ進んでユダに指図しているようにすら見える。共観福音書が伝える「ユダの接吻」も、『ヨハネによる福音書』のイエスはそれを受けず、自ら進み出て名乗った。
すでに2世紀後半のキリスト教父文書には、異端の説として「イエスを裏切ったユダが実はイエス・キリストの弟子の中の他の誰よりも真理を授かっており、裏切りの神秘を達成した」との考えがあったことを告げている。
ユダに貼られた「裏切り者」のレッテルと剥がして復権させようという試みは大きく2種類に分類できる。
- 「裏切り」は人間性とセットになっているものであり、ユダのみの特性ではないとする見方
- 「裏切り」という行為そのものの評価に両義的な視点（「ユダの裏切りは必要悪であった」というような）を加えるという見方[17]

また、東ヨーロッパにはオイディプス伝説をモチーフとした、ユダの裏切りとその末路を出生から定められた運命とする民話がいくつも見られる。その類話がヤコブス・デ・ウォラギネによる聖者伝集『レゲンダ・アウレア』「使徒聖マッテヤ」の項に収録され、聖伝解釈のひとつとして中世のカトリック文化圏全域に広まった。

## 芸術作品の中に見られるユダ

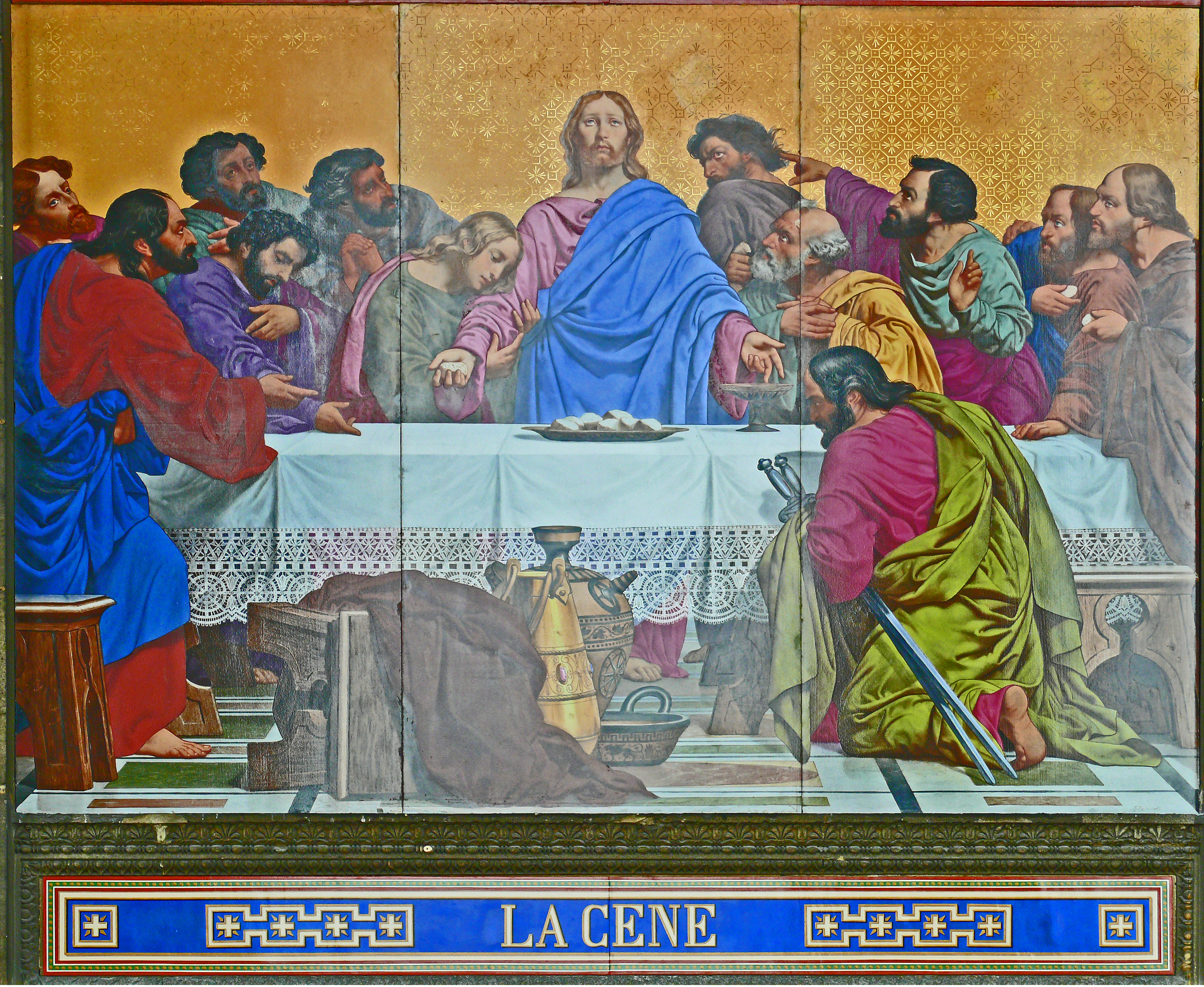
最後の晩餐（ピエール＝ジュール・ジョリヴェ画、パリ　サン・ヴァンサン・ド・ポール教会）

- 多くの「最後の晩餐」を描いた絵で、ユダは次のように表現されている。
  - 一人だけ、頭に光冠（後光）が描かれない。
  - 一人だけ、机の反対側に座っている。
  - 衣は黄色の場合が多い。
    - レオナルド・ダ・ヴィンチの『最後の晩餐』では、伝統的な表現法を廃し、みなと同じ側に座らせ、金の入った袋と思しきものを握らせている。
- イエスを逮捕する時に行なった接吻・「ユダの接吻」は非常に有名で、後世にも『ゴッドファーザー PART II』でも描写されているようにイタリアのマフィアが裏切り者を処刑する際、この行動を真似るという風習が存在した（死の口づけ）。
- ダンテの叙事詩『神曲』地獄篇においては、地獄の最下層、裏切者が葬られる地獄第九圏の氷地獄コキュートスの中央で、魔王に噛み締められるというもっとも残酷な罰を受ける最重罪人として描かれている。コキュートスは四円に区切られているが、このうち中央の円はユダに因む「ジュデッカ」と命名されている。
- 邦題『最後の誘惑』として映画化されたニコス・カザンザキスの小説『キリスト最後のこころみ』は、イエスに信頼され、裏切りの役を引き受けるというユダ解釈を示している。
- 太宰治の短編『駈込み訴え』は、イエスを裏切る愛憎入り混じった複雑な感情を、ユダの一人称独白体で描いている[17]。
- ロックオペラ『ジーザス・クライスト＝スーパースター』では、ジーザスを愛するがゆえに、その暴走を止めるために裏切る。そしてその役目を負わせた神に呪いの言葉を吐き、自殺する。
- 武田泰淳の小説『わが子キリスト』に登場するユダは沈着冷静な現実主義者であるが、同時に虐げられたユダヤの民衆に対して強い同胞愛を抱く人物でもある。新興の大商人であるユダは貿易を軸とした経済成長によってユダヤの民衆を貧困から解放しようと考えているが、その一方、宗教という自分とは異なる立場から人々を救おうするイエスをユダヤの民に必要な救世主と認めており、やがてイエスの処刑が避けられなくなると自らを犠牲にしてその「復活」を画策する。
- ヘンリック・パナスによって書かれた『ユダによれば 外典』では、ユダは現実主義者として描かれ、ユダを通して語られるイエスも神の子ではなく天賦の才を持った人間として描かれる。ユダはイエスのことは裏切っておらず、教えを引き継ぐように言われる。しかし、誰ひとりとしてユダを信じようとはぜず異端者扱いされた、としている。
- さいとう・たかをの劇画『ゴルゴ13』の主人公・ゴルゴ13のコードネームは、ゴルゴダの13番目の男=ユダを示しているとされている。エピソードのひとつ「15-34」では、自身をキリストと認識したコンピュータプログラム「ジーザス」が、2000年前の復讐としてゴルゴを抹殺しようとする。
- 安彦良和の漫画『イエス』では、ユダはイエス一行の会計係として登場し、イエスの正体を見極めようとして行動を共にする現実主義者として描かれている。またイエスに敵対する大祭司カヤパのスパイとしても暗躍し、イエスを利用しようとする熱心党のバラバの行動にも注視している。作品に登場する架空の弟子ヨシュアに裏切りを非難されると、イエスについて「ただ並よりも物事のよく見える人間」であって、彼を救世主に祭り上げたのは弟子たちの愚かさによるものだと語った。
- 中村光の漫画『聖☆おにいさん』では、ダンテの『神曲』をほぼなぞっているが、（ギャグ漫画という性質はあるものの）地獄から解放され、イエスや他の使徒とも和解していることが描写されている。本作は大英博物館でも展示された。
- 赤松健の漫画『UQ HOLDER!』では、「結城夏凜」という名前で登場。「神の呪い」により体を世界から断絶されたことで体に起きた事象はすべて書き換えられるため、不死身となっている。
- 水無月すうの漫画『JUDAS』では主人公として登場（JUDAS/ジューダスはJUDA/ユダの英語読み）。筋骨たくましい青年として描かれ、死神として依り代を使役し狩る。ヨハネの黙示録を引き起こすペテロ筆頭の他の十二使徒と戦う設定になっている。